# Hot Wheels: World's Best Driver
Hot Wheels: World's Best Driver es un videojuego de carreras de estilo arcade basado en la línea de juguetes Hot Wheels de Mattel, desarrollado por Firebrand Games y publicado por Warner Bros. Games. Fue lanzado el 17 de septiembre de 2013 para Windows, PlayStation 3, Xbox 360, Wii U, Nintendo 3DS y iOS.

## Jugabilidad
World's Best Driver es un videojuego de estilo arcade. Los jugadores pueden jugar como el equipo verde, rojo, azul y amarillo. Cada equipo posee un activo de habilidad diferente: el equipo verde se enfoca en la velocidad, el equipo rojo se enfoca en las acrobacias, el equipo azul en el derrape y el equipo amarillo en la destrucción.

## Recepción
Hot Wheels: World's Best Driver recibió críticas generalmente desfavorables.